# UNION (アルバム)
『UNION』（ユニオン）は、2007年2月28日にユニバーサルシグマ / A&Mから発売されたCHARAの10枚目のオリジナル・アルバム。規格品番：UMCK-9162（初回限定盤）／UMCK-1222（通常盤）。

## 概要
ユニバーサルシグマ / A&M移籍第1弾アルバム。初回限定盤は先行シングルのミュージック・ビデオ3曲収録DVD付。

## 収録曲

### CD
特記以外　作詞・作曲・編曲：Chara
1. 私を見つめて
  - 作曲・編曲：橋本竜樹/Chara
  - 仮タイトルは「angel」
2. FANTASY
  - 作曲：佐々木潤　編曲：亀田誠治
  - 29枚目のシングル。カネボウ化粧品「T’ESTIMO」CMソング。
  - 仮タイトルは「悪い夢」だったが、「（タイトルに）悪がつくとちょっと…」とレコード会社に言われ、違う言葉で同じ意味の言葉を探した結果、このタイトルとなった。
3. Crazy for you
  - 作曲：ryo matsui
  - 編曲：田中知之（Fantastic Plastic Machine）・橋本竜樹
  - 28枚目のシングル。歌詞は永遠不変の愛をテーマに書かれた。
4. Tear drop
  - 作曲・編曲：大沢伸一
5. Boy
6. 甘い甘い
7. o-ri-on
  - 編曲：亀田誠治
8. Back
  - 編曲：渡辺善太郎
9. This is my car
  - 本作収録曲で、唯一自宅で録音したもの。
10. 世界
  - 編曲：橋本竜樹/Chara
  - 27枚目のシングルで、日本電気「FOMA N702iS」CMソング。
11. UNION
  - 作曲・編曲：LOW JACK THREE・Chara
12. 虹をわたる平和がきた
  - シネカノン配給映画「フリージア」（2007年2月公開）エンディング・テーマ

### DVD
1. 世界
2. Crazy for you
3. FANTASY